# Willem Abrams
Willem Abrams (* in Amsterdam) war ein niederländischer Maler.
Er wurde in Amsterdam geboren und war als Maler tätig. Am 9. März 1701 erwarb er dort das Bürgerrecht.